# 羅索霍瓦塔
49°0′29″N 29°37′48″E / 49.00806°N 29.63000°E
羅索霍瓦塔（烏克蘭語：Росоховата），是烏克蘭西南部的村落，隸屬文尼察州的海辛區。該村始建於1993年，面積2.4平方公里，2010年人口509，人口密度每平方公里238.75人。